# ترنت کلی
جان ترنت کلی (زاده ۱ مارس ۱۹۶۶) یک وکیل، سیاستمدار، و افسر عمومی ارتش ایالات متحده اهل می‌سی‌سی‌پی است. یکی از اعضای حزب جمهوری‌خواه، کلی یکی از اعضای مجلس نمایندگان ایالات متحده از حوزه انتخابیه یکم میسیسیپی  است.
جان ترنت کلی در ۱ مارس ۱۹۶۶ در یونیون، می‌سی‌سی‌پی، در خانواده جان و باربارا کلی به دنیا آمد. او ساکن سالتیلو، می‌سی‌سی‌پی است.